# Тухоля
Тухоля (пол. Tuchola, каш. Tëchòla, нім. Tuchel) — місто в північній Польщі, на границі Борів Тухольських.
Адміністративний центр Тухольського повіту Куявсько-Поморського воєводства.

## Польський військовий табір інтернованих

Старшини штабу ІІІ-го корпусу УГА в таборі військовополонених у м. Тухоля. Польща. 1920 р. 14 - генерал Мирон Тарнавський.

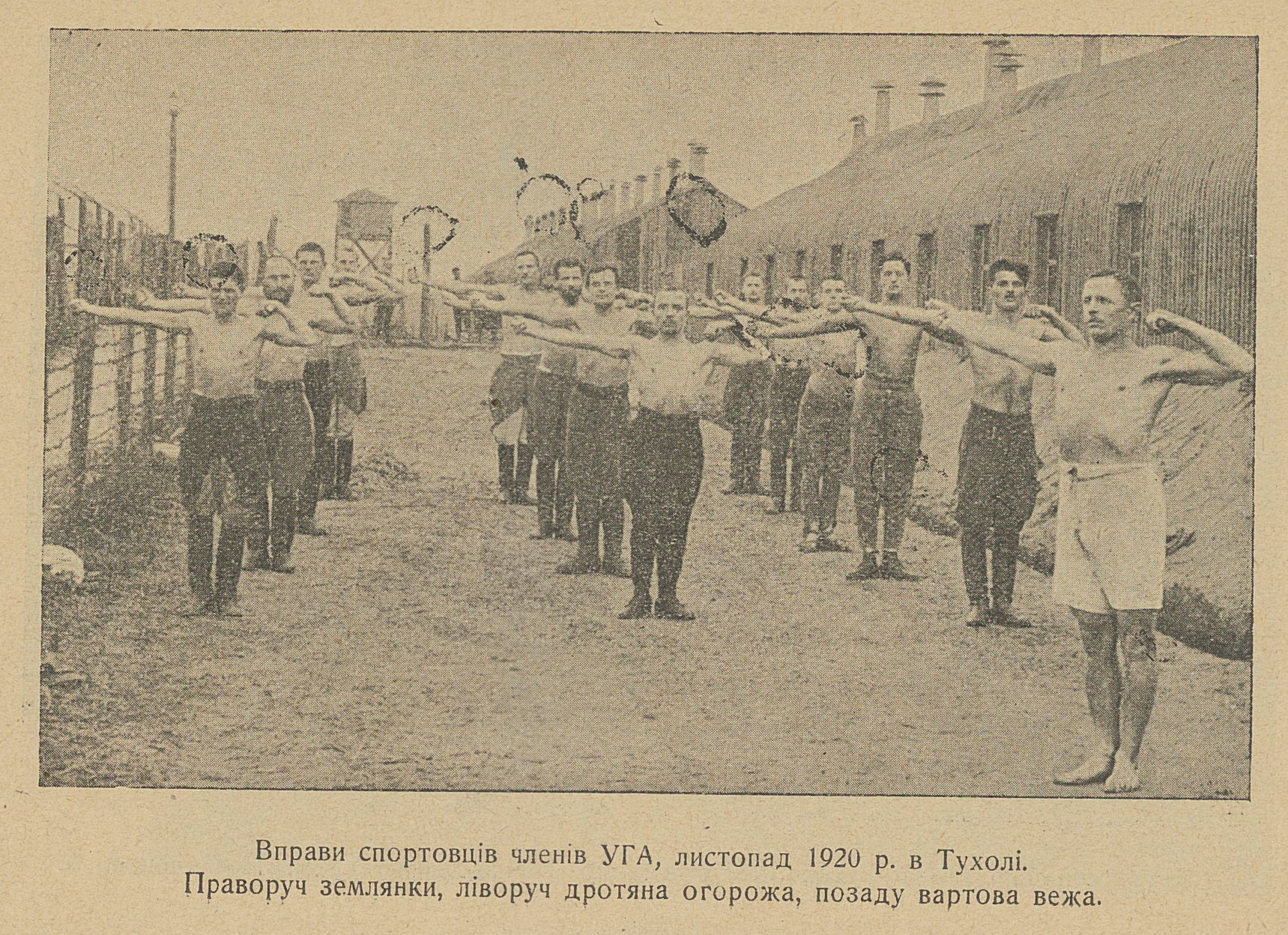
Спортивні вправи полонених вояків Української Галицької Армії у таборі в Тухолі. 1920 рік.

У 1920 у місті було створено польський військовий табір інтернованих для 700 старшин і 500 вояків ЧУГА, які перейшли навесні 1920 з Червоної Армії на польський бік для спільної боротьби з большевиками, але їх поляки підступно роззброїли. Влітку 1920 до Тухолі привезено генерала Мирона Тарнавського і старшин УГА, що їх поляки заарештували у Львові. Частина старшин утекла з табору до сусідньої Німеччини і перейшла до Української бригади в Німецькому Яблонному (Чехія), частину їх звільнено, але невелика кількість полонених вояків УГА продовжувала утримуватись таборі Тухоля до листопада 1922 р.
Унаслідок важких санітарних і побутових умов 1914—21 у таборі померли більше 17 тис. осіб. (здебільшого - полонені червоноармійці).  На місці поховань зберігся
військовий меморіал.
У таборі в Тухолі уторимували також окремих вояків УНР.

## Демографія
Демографічна структура станом на 31 березня 2011 року:
|          | Загалом | Допрацездатний вік | Працездатний вік | Постпрацездатний вік |
| -------- | ------- | ------------------ | ---------------- | -------------------- |
| Чоловіки | 6765    | 1410               | 4704             | 651                  |
| Жінки    | 7257    | 1302               | 4420             | 1535                 |
| Разом    | 14022   | 2712               | 9124             | 2186                 |